# Теорія зображень
Теорія зображень — розділ квантової механіки, в якому розглядаються різні форми подання основних квантовомеханічних рівнянь.
Теорія зображень розроблена Полем Діраком. При розв'язку квантово-механічних задач використовуються різні зображення, виходячи з міркувань зручності. Серед найвідоміших із них: координатне зображення, імпульсне зображення, енергетичне зображення, картина Шредінгера, картина Гейзенберга, картина взаємодії, зображення чисел заповнення тощо.

## Базиси у гільбертовому просторі станів
Квантова механіка виходить з того, що фізична система описується вектором у певному гільбертовому просторі, який називають вектором стану. Зручно працювати не з самими векторами, а з розкладом цих векторів у певному базисі. Оскільки вибір базису в гільбертовому просторі неоднозначний, то й розкладів вектора стану може бути як завгодно багато. Такі розклади називаються зображеннями.
Базис у Гільбертовому просторі зручно будувати з власних векторів певного оператора. В залежності від вибраного оператора розрізняють різні зображення.

## Координатне зображення
В координатному зображенні фізична система описується хвильовою функцією, залежною від координат частинок. Оператори, які відповідають вимірюваним фізичним величинам також залежать від координат частинок. Середнє значення вимірюваної величини A визначається як
{\displaystyle \langle A\rangle =\int \psi ^{*}(\xi ){\hat {A}}\psi (\xi )d\xi },
де {\displaystyle {\hat {A}}} — оператор величини A, {\displaystyle \psi (\xi )\,} — хвильова функція, а {\displaystyle \xi } — узагальнене позначення для координато всіх частинок фізичної системи.
Еволюція хвильової функції описується рівнянням Шредінгера

## Імпульсне зображення
Базис у гільбертовому просторі станів можна скласти з власних функцій оператора імпульсу {\displaystyle {\hat {\mathbf {p} }}=-i\hbar \nabla }. При цьому отримують зображення, яке називають імпульсним. Воно зручне для вивчення задач розсіювання.
Власні функції оператора імпульсу суть монохроматичні плоскі хвилі із хвильовим вектором {\displaystyle \mathbf {k} }, який можна вибрати як квантове число. Позначивши ці власні функції {\displaystyle \langle \mathbf {r} |\mathbf {k} \rangle } (дивіться Бра-кет нотація), причому
{\displaystyle \langle \mathbf {k} ^{\prime }|\mathbf {k} \rangle =\int \langle \mathbf {k} ^{\prime }|\mathbf {r} \rangle \langle \mathbf {r} |\mathbf {k} \rangle dr^{3}=\delta (\mathbf {k} ^{\prime }-\mathbf {k} )}
де {\displaystyle \delta (x)} — дельта-функція Дірака, координатну хвильову функцію {\displaystyle \psi _{a}(\mathbf {r} )} можна розкласти в базисі, утвореному цими функціями
{\displaystyle \psi _{a}(\mathbf {r} )=\langle \mathbf {r} |a\rangle =\int \langle \mathbf {r} |\mathbf {k} \rangle \langle \mathbf {k} |a\rangle d^{3}k}
Функція {\displaystyle \psi _{a}(\mathbf {k} )=\langle \mathbf {k} |a\rangle } описує квантову систему в імпульсному зображенні.
Середнє значення фізичної величини визначається, як
{\displaystyle \langle A\rangle =\int \langle a|\mathbf {r} \rangle {\hat {A}}\langle \mathbf {r} |a\rangle dr^{3}=\langle A\rangle =\int \int \int \langle a|\mathbf {k} ^{\prime }\rangle \langle \mathbf {k} ^{\prime }|\mathbf {r} \rangle {\hat {A}}\langle \mathbf {r} |\mathbf {k} \rangle \langle \mathbf {k} |a\rangle dr^{3}dk^{\prime 3}dk^{3}}
Функція двох змінних {\displaystyle A(\mathbf {k} ^{\prime },\mathbf {k} )=\int \langle \mathbf {k} ^{\prime }|\mathbf {r} \rangle {\hat {A}}\langle \mathbf {r} |\mathbf {k} \rangle dr^{3}} задає квантовомеханічний оператор в імпульсному зображенні.

## Енергетичне зображення
В енергетичному зображенні базис гільбертового простору станів вибирається з власних функцій оператора енергії — гамільтоніана. Якщо n — квантове число, що характеризує стани з енергією {\displaystyle E_{n}\,}, то для функції {\displaystyle \psi _{a}(\xi )} існує розклад
{\displaystyle \psi _{a}(\xi )=\langle \xi |a\rangle =\sum _{n}\langle \xi |n\rangle \langle n|a\rangle }.
Коефіцієнти розкладу {\displaystyle \langle n|a\rangle } утворюють вектор у гільбертовому просторі. У випадку дискретного спектру енергій його можна подати у вигляді нескінченного стовпчика. У випадку неперервного спектру — це функція, аргументами якої є енергія та інші квантові числа.
Оператором вимірваної величини є матриця, елементи якої визначаються з рівняння
{\displaystyle A_{nm}=\int \langle n|\xi \rangle {\hat {A}}\langle \xi |m\rangle d\xi }

## Зображення чисел заповнення
Розглядаючи стани в просторі Фока, можна побудувати базис таким чином, щоб окрім інших квантових чисел, таких як хвильовий вектор, спін тощо, базисні хвильові функції були власними функціями оператора числа частинок
{\displaystyle {\hat {N}}={\hat {a}}^{\dagger }{\hat {a}}},
де {\displaystyle {\hat {a}}^{\dagger }} і {\displaystyle {\hat {a}}} — оператори народження і знищення, відповідно. Тоді позначення
{\displaystyle |n\rangle =({\hat {a}}^{\dagger })^{n}|0\rangle }
має прозоре фізичне значення — число частинок у даному квантовому стані. Для бозонів n може приймати довільні цілі невід'ємні значення, для ферміонів n може бути нулем, або одиницею.
Таке зображення називається зображенням чисел заповнення.